# Leong Ka Hang
Leong Ka Hang (chinês tradicional: 梁嘉恆, pinyin: Liáng Jiākēng; Macau, 22 de novembro de 1992) é um futebolista macaense que joga como avançado no Tai Po Football Club e na Selecção Macaense.

## Carreira

### Tai Po Football Club
A 8 de setembro de 2014, Leong Ka Hang fez um teste no clube Tai Po FC para a Premier League de Hong Kong. O treinador do clube, Pau Ka-Yiu, disse que Leong causou uma boa primeira impressão, mas que irá observá-lo por mais tempo antes de tomar uma decisão. No dia 6 de novembro, Tai Po FC anunciou sua entrada ao clube. A 22 de novembro de 2014, Leong Ka Hang fez sua estreia como substituto no segundo tempo, contra a equipa Sun Pegasus.

### Selecção Macaense
Em 2009, Leong Ka Hang foi chamado em Macau para as partidas de Eliminatórias para o Campeonato Asiático de Futebol Sub-19 de 2010, realizadas na Tailândia. Ele marcou o único golo de Macau aos cinquenta e quatro minutos na derrota de 5 a 1 contra a Selecção Sul-Coreana. Leong também marcou contra a Selecção Bengali, mas a equipa acabou perdendo de 3 a 2.
A 2 de julho de 2011, nas Eliminatórias do Campeonato do Mundo de Futebol FIFA de 2014, Leong foi chamado para jogar na Selecção Macaense contra o Vietname. Na primeira fase, ele marcou um golo para a sua equipa. Mas Macau acabou sendo vencido pelo Vietname num resultado de 13 a 1.
Em fevereiro de 2011, nas Eliminatórias da Taça Desafio da AFC de 2012, Leong Ka Hang marcou um golo, mas Macau perdeu para o Camboja de 5 a 4.
A 3 de outubro de 2011, Leong Ka Hang marcou um golo contra a Seleção Honconguesa de Futebol na Taça Long Teng de 2011. Mas Hong Kong acabou ganhando de 5 a 1.
A 8 de julho de 2012, nas Eliminatórias do Campeonato AFC Sub-22 de 2013, Leong Ka Hang marcou um golo contra a Selecção Australiana de Futebol Sub-22, mas Macau perdeu de 3 a 2.
A 14 de outubro de 2014, Leong Ka Hang marcou o golo que ajudou Macau a empatar na partida amigável contra a Singapura, num resultado de 2 a 2, na Universidade de Ciência e Tecnologia de Macau.

#### Carreira internacional
Nota: Actualizado até 12 de Novembro de 2015.
| #  | Data                    | Local                                                                         | Adversário    | Resultado | Golos | Competição                                                               |
| -- | ----------------------- | ----------------------------------------------------------------------------- | ------------- | --------- | ----- | ------------------------------------------------------------------------ |
| 1  | 9 de outubro de 2010    | Estádio Nacional de Kaohsiung, Kaohsiung, Taiwan                              | Taipé Chinesa | 1–7       | 1     | Taça Long Teng de 2010                                                   |
| 2  | 10 de outubro de 2010   | Estádio Nacional de Kaohsiung, Kaohsiung, Taiwan                              | Hong Kong     | 0–4       | 0     | Taça Long Teng de 2010                                                   |
| 3  | 12 de outubro de 2010   | Estádio Nacional de Kaohsiung, Kaohsiung, Taiwan                              | Filipinas     | 0–5       | 0     | Taça Long Teng de 2010                                                   |
| 4  | 9 de fevereiro de 2011  | Estádio Olímpico de Phnom Penh, Phnom Penh, Camboja                           | Camboja       | 1–3       | 1     | Eliminatórias para a Taça Desafio da AFC de 2012                         |
| 5  | 16 de fevereiro de 2011 | Estádio Campo Desportivo, Macau                                               | Camboja       | 3–2       | 1     | Eliminatórias para a Taça Desafio da AFC de 2012                         |
| 6  | 29 de junho de 2011     | Estádio Thống Nhất, Cidade de Ho Chi Minh, Vietname                           | Vietname      | 0–6       | 0     | Eliminatórias do Campeonato do Mundo de Futebol FIFA de 2014             |
| 7  | 2 de julho de 2011      | Estádio Campo Desportivo, Macau                                               | Vietname      | 1–7       | 1     | Eliminatórias do Campeonato do Mundo de Futebol FIFA de 2014             |
| 8  | 30 de setembro de 2011  | Estádio Nacional de Kaohsiung, Kaohsiung, Taiwan                              | Taipé Chinesa | 0–3       | 0     | Taça Long Teng de 2011                                                   |
| 9  | 2 de outubro de 2011    | Estádio Nacional de Kaohsiung, Kaohsiung, Taiwan                              | Hong Kong     | 1–5       | 1     | Taça Long Teng de 2011                                                   |
| 10 | 4 de outubro de 2011    | Estádio Nacional de Kaohsiung, Kaohsiung, Taiwan                              | Filipinas     | 0–2       | 0     | Taça Long Teng de 2011                                                   |
| 11 | 21 de julho de 2014     | Centro Nacional de Treinamento da Associação de Futebol do Guão, Harmon, Guão | Guão          | 0–0       | 0     | Taça do Leste Asiático da Federação de Futebol do Leste Asiático de 2015 |
| 12 | 25 de julho de 2014     | Centro Nacional de Treinamento da Associação de Futebol do Guão, Harmon, Guão | Guão          | 3–2       | 0     | Taça do Leste Asiático da Federação de Futebol do Leste Asiático de 2015 |
| 13 | 14 de outubro de 2014   | Universidade de Ciência e Tecnologia de Macau, Taipa, Macau                   | Singapura     | 2–2       | 1     | Partida amigável                                                         |
| 14 | 12 de março de 2015     | Estádio Lambert, Phnom Penh, Camboja                                          | Camboja       | 0–3       | 0     | Eliminatórias do Campeonato do Mundo de Futebol FIFA de 2018             |
| 15 | 17 de março de 2015     | Estádio Campo Desportivo, Macau                                               | Camboja       | 1–1       | 1     | Eliminatórias do Campeonato do Mundo de Futebol FIFA de 2018             |